# 加彭戰役
加彭戰役，又稱自由市戰役，是第二次世界大戰中，西非戰役的一部分，爆發於1940年11月。 此戰結果自由法國軍隊在夏爾·戴高樂帶領下，攻占自由市、加彭，並從維琪法國軍隊手中，解放了所有的法屬赤道非洲。

## 背景
1940年10月8日，戴高樂將軍抵達杜阿拉。10月12日，他完成了入侵加彭的計劃。戴高樂想使用法國赤道非洲作為攻入軸心國控制的利比亞的基地。因此，他親自到北邊的查德勘測位於利比亞南邊邊界情況。 
10月27日自由法國軍隊進入加彭並攻下米齊克鎮。11月5日，在蘭巴雷內的維琪軍隊投降。同時在菲利浦將軍和馬里·皮埃爾·柯尼希將軍控制之下的主力自由法國軍隊，從杜阿拉出發。他們的目標是進攻加彭自由市。

## 戰鬥

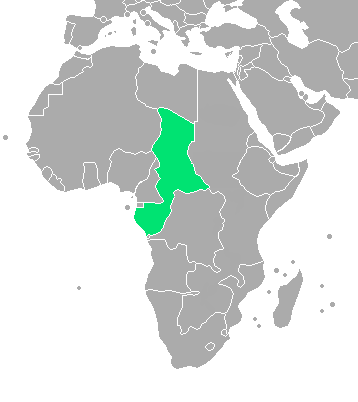
法屬赤道非洲

1940年11月8日，HMS Milford擊沉維琪法國的蓬斯萊號潛水艇。柯尼希的軍隊隨後登陸。他的軍隊包括自由法國軍團的士兵（包括法國外籍兵團第13團），塞內加爾人和喀麥隆人。
11月9日，在杜阿拉附近的Lysander戰機轟炸了自由市機場。柯尼希的軍隊在靠近市區時，遭到了强烈的抵抗。但他最終還是拿下了機場。自由法國海軍中的savorgnan de Brazza 號擊沉了維琪的Bougainville號。兩者是姊妹船。（页面存档备份，存于） 
11月12日，最後一隻維琪法軍在讓蒂爾港投降。總督馬森對其軍隊失敗感到灰心，最後自殺。

## 後續影響
11月15日，戴高樂親自說服那些被俘擄的維琪法國軍隊，包括塔圖將軍，加入到自由法國的這一邊。結果，他們在剛果戰爭的期間，將戰俘置於布拉柴維爾。

## 註解及外部連結
1. ↑  .   [2023-03-23]. （原始内容存档于2023-04-16）.
2. ↑  Yannis Kadari, "  The epic of the Royal Cambouis: The FFL tank company in combat (1040-41 – first part)  ", Batailles et Blindés , Caraktère, n o 1,november 2003, p.  4-15
3. ↑  Jackson, Julian (2018). De Gaulle. Harvard University Press. p. 155.
4. 1 2 3 4 5  .   [2007-02-27]. （原始内容存档于2011-06-29）.
5. ↑  .   [2007-02-28]. （原始内容存档于2013-02-12）.

- Uboat.net on the Bougainville（页面存档备份，存于）
- Launching of the Bougainville